# Bitis arietans
La víbora bufadora (Bitis arietans), víbora sopladora, o monarub es una especie de víbora de la familia Viperidae. Es con diferencia la serpiente más peligrosa de África, debido a su amplia distribución, su relativa abundancia en zonas antropizadas y potente veneno. Siendo responsable de más accidentes ofídicos que cualquier otra serpiente del continente.
Actualmente se le reconocen dos subespecies:
- Bitis arietans arietans
- Bitis arietans somalica

## Descripción

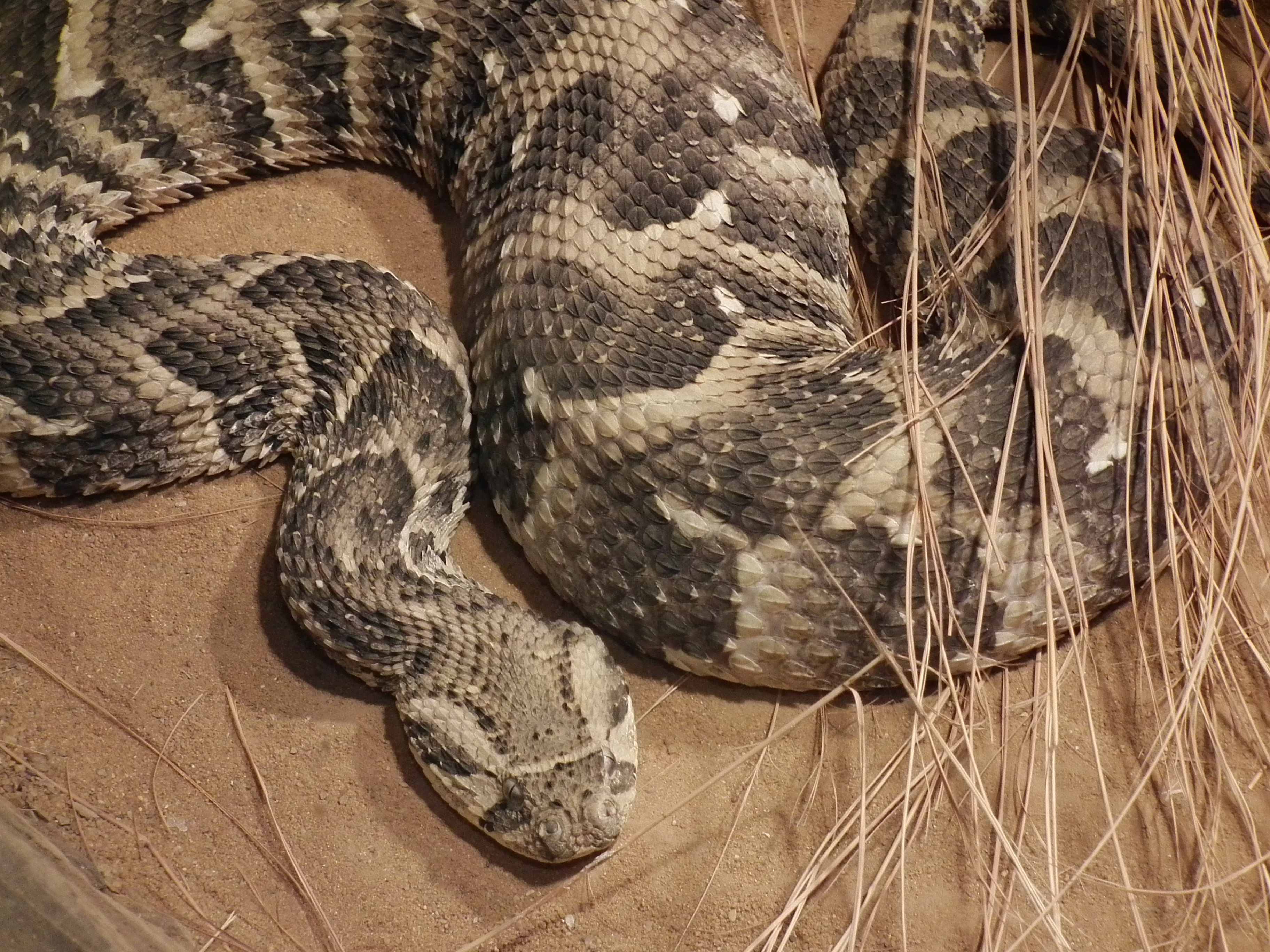
Bitis arietans (adulto)

Su tamaño aproximado es de 1 m de longitud. Los machos son generalmente más grandes que las hembras.
A menudo poseen dos colmillos en cada maxilar superior, pudiendo ser los dos funcionales.
La coloración dorsal puede variar del marrón al amarillo oscuro (incluidos el anaranjado y el marrón rojizo).
La coloración ventral es amarilla.

## Hábitat y distribución
Se encuentra en África, en todos los hábitats excepto en desiertos y bosques tropicales. La mayoría de las veces asociadas a pastizales rocosos.
Probablemente es la más común y generalizada serpiente africana.
En Marruecos existe una población relicta en la zona de Sus-Masa hasta Sidi Ifni.

## Veneno
En el ser humano, la mordedura de esta especie puede provocar graves signos a nivel local y sistémico.
Basándose en el grado y tipo de efecto local, las mordeduras se dividen en dos categorías:
- Pobre reacción
- Grave reacción (hemorragias evidentes, hinchazón y equimosis).

En ambos casos hay dolor en 24-48 horas
y aumento de la temperatura, pero en este último existe una amplia superficie con necrosis. 
Otros síntomas de la mordedura que puede causar en seres humanos son edema, que puede llegar a ser extenso, shock, náuseas y vómitos.
La hinchazón por lo general disminuye después de unos pocos días, excepto para el área inmediatamente alrededor de la mordedura. 
A pesar de todo esto, las muertes son excepcionales y, probablemente, se produce en menos del 10% en todos los casos no tratados, normalmente en 2 a 4 días luego de que comienzan las complicaciones.